# 442 a.C.

## Eventos
- Marco Fábio Vibulano e Póstumo Ebúcio Helva Córnice, cônsules romanos.